# Plešin
Plešin (cyr. Плешин) – wieś w Serbii, w okręgu raskim, w gminie Raška. W 2011 roku liczyła 143 mieszkańców.